# Gangster – Die Geschichte des organisierten Verbrechens
Gangster – Die Geschichte des organisierten Verbrechens (Originaltitel: Gangster Empire: Rise of the Mob) ist eine US-amerikanische Krimi-Dokureihe aus dem Jahr 2013.

## Handlung
Die Serie dokumentiert das organisierte Verbrechen in Amerika während der 1920er Jahre.

## Hintergrund
Am 15. Juli 2013 wurde die von LionHeart FilmWorks produzierte Dokureihe in den Vereinigten Staaten veröffentlicht und durch Mill Creek Entertainment vertrieben.
Die deutsche Erstausstrahlung erfolgte ab dem 23. Dezember 2014 unter dem Titel Gangster – Die Geschichte des organisierten Verbrechens auf dem Pay-TV-Sender Spiegel Geschichte von Spiegel TV.

## Episodenliste
| Nr. | Deutscher Titel               | Originaltitel                                 | Erstausstrahlung USA | Deutschsprachige Erstausstrahlung (D) |
| --- | ----------------------------- | --------------------------------------------- | -------------------- | ------------------------------------- |
| 1   | Revolution und Anarchie       | Tea Parties, Revolution And Anarchy           | 2013                 | 23. Dez. 2014                         |
| 2   | Boardwalk Empire              | Atlantic City And The Boardwalk Empire        | 2013                 | 24. Dez. 2014                         |
| 3   | Der Boss von Chicago          | Chicago And The Rise Of Al Capone             | 2013                 | 25. Dez. 2014                         |
| 4   | Das Massaker am Valentinstag  | 1929 – Year Of Chaos And Crime                | 2013                 | 26. Dez. 2014                         |
| 5   | Der Krieg des J. Edgar Hoover | J. Edgar Hoover, The FBI And ‘Public Enemies’ | 2013                 | 27. Dez. 2014                         |
| 6   | Die Paten der Mafia           | The Italian Mob And The Real ‘Godfathers’     | 2013                 | 28. Dez. 2014                         |